# Luigi Anguillara
Luigi Anguillara (eigentlich Luigi Squalermo; * um 1512 in Anguillara Sabazia; † September 1570 in Ferrara) war ein italienischer Botaniker.

## Leben und Wirken
Über seine Anfangsjahre ist wenig bekannt. Anguillara war ab 1539 am privaten Botanischen Garten von Luca Ghini in Bologna nachweisbar und 1544 in Pisa. Am 18. August 1546 wurde er erster Präfekt (Direktor) des Botanischen Gartens Padua. Dort blieb er bis 1561, als er offenbar aufgrund eines Streits mit den Botanikern Ulisse Aldrovandi (Direktor des Botanischen Gartens in Bologna) und Pietro Andrea Mattioli nach Ferrara ging, wo er als Botaniker im Dienst des Herzogs von Ferrara stand und seine Reisen fortsetzte. Anguillara war weit gereist (Griechenland, Italien, Frankreich, Kleinasien) und erwarb dabei sehr gute Kenntnisse der mediterranen Flora. Möglicherweise unterrichtete er auch Medizin in Ferrara. Er starb wahrscheinlich an der Pest.
Anguillara ist für sein Werk Semplici bekannt (das einzige von ihm bekannte Werk), das von 1549 bis 1560 entstand. Darin sind 1540 Pflanzen und ihre medizinische Wirkung beschrieben, einschließlich der Orte, wo er sie fand. Seine Beschreibungen sind gut genug, dass die meisten der von ihm beschriebenen Pflanzen durch Historiker identifiziert wurden. Er gibt Literaturhinweise und alternative Namen. Es lehnte sich an die Materia Medica von Pedanios Dioskurides und anderen antiken Schriftstellern an und ist in 14 Kapitel gegliedert, die jeweils einem zeitgenössischen italienischen Arzt gewidmet sind. Das Buch wurde von Botanikern des 17. Jahrhunderts häufig zitiert.

## Ehrungen
Nach Anguillara ist die Pflanzengattung Anguillaria Gaertn. aus der Familie der Primelgewächse (Primulaceae) benannt.

## Schriften
- Semplici dell’eccellente […] liquali in piu pareri à diversi nobili huomini scritti appaiono et nuovamente da M. Giovanni Marinello mandati in luce. Vincenzo Valgrisi, Venedig 1561 (Digitalisat).
  - Aloysii Anguillarae de simplicibus liber primus cum notis […]. Sebastian Henricpetri, Basel 1593 – übersetzt und herausgegeben von Caspar Bauhin.